# ثبت‌کننده داده‌های دریایی

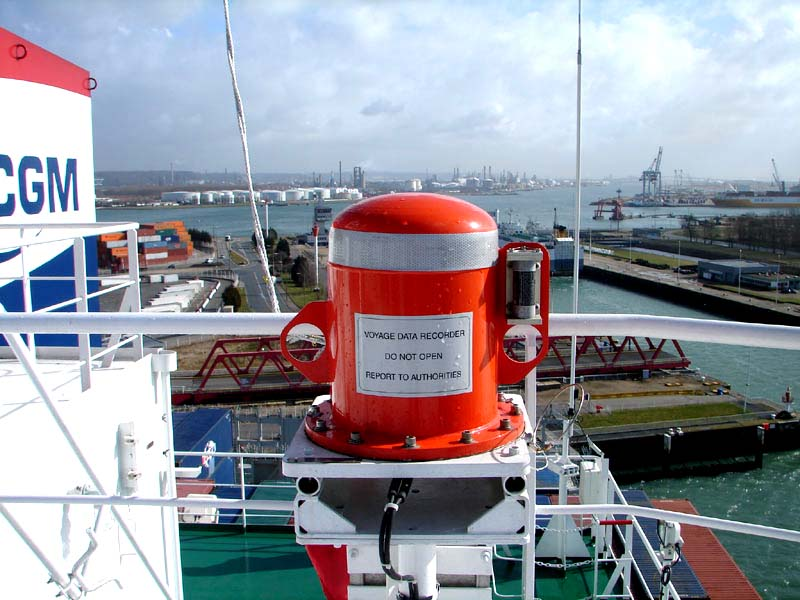
کپسول VDR نصب‌شده روی یک کشتی کانتینربر

ثبت‌کننده داده‌های دریایی (به انگلیسی: Voyage data recorder) یا VDR که گاهی جعبه سیاه کشتی خوانده می‌شود، یک سامانه‌ی ثبت اطلاعات است که وجود آن در تمامی شناورها جهت انطباق با قوانین سازمان بین‌المللی دریانوردی، به‌خصوص کنوانسیون بین‌المللی ایمنی جان اشخاص در دریا الزامی است. این سامانه داده‌های گوناگون به دست آمده از حس‌گرهای نصب‌شده روی شناور را جمع‌آوری کرده، و پس از دیجیتالی نمودن و فشرده‌سازی داده‌ها، اقدام به ذخیره‌سازی آن می‌نماید. این سامانه در یک محفظه بسیار مقاوم در برابر فشار و دمای بالا و شتاب و ضربه‌های سخت قرار داده می‌شود. 
کارکرد اصلی این سامانه بررسی دلایل یک حادثه پس از روی دادن آن است، اما می‌تواند برای کاربردهای دیگری نظیر تعمیر و نگهداری، بررسی وضعیت کشتی و یا مقاصد آموزشی مورد استفاده قرار گیرد.

## اطلاعات ثبت‌شده
اطلاعات ثبت‌شده در قسمت مخافظت‌شده‌ی جعبه سیاه کشتی معمولاً شامل اطلاعات زیر برای ۱۲ ساعت گذشته (یا ۴۸ ساعت گذشته طبق استاندارهای جدید MSC.333(90) سال ۲۰۱۴) است:
- زمان و مکان کشتی (به دست آمده از GPS )
- سرعت کشتی
- جهت‌گیری کشتی و داده‌های قطب‌نما
- داده‌های راداری
- صدای ضبط شده از اتاق فرمان
- ارتباطات رادیویی کشتی
- هشدارهای فعال‌شده‌ی کشتی
- تنش وارد شده به بدنه کشتی
- وضعیت درهای ضدآتش و درهای ضدآب
- وضعیت درهای بدنه‌ی کشتی
- داده‌های مربوط به سکان
- داده‌های مربوط به موتور و پیشران
- وضعیت وزش باد و داده‌های بادسنج و بادنمای کشتی
- ECDIS